# Inclusief
Inclusief is een hoorspel van Frans Xaver Kroetz. Inklusive werd op 24 februari 1972 door de Südwestfunk uitgezonden. Marlies Cordia vertaalde het en de TROS zond het uit op zaterdag 8 maart 1980 (met een herhaling op dinsdag 16 augustus 1983). De regisseur was Harry Bronk. Het hoorspel duurde 38 minuten.

## Rolbezetting
- Kees Brusse (hij)
- Barbara Hoffman (zij)

## Inhoud
Niet het leven van alledag, maar de vakantie van onze gewone burgers staat in dit hoorspel centraal. Een echtpaar, vertrouwd met de aangeprezen zegeningen van de vakantiereizen, probeert zich te ontspannen, van de vrije tijd te genieten. Hoe men dat doet, vertellen ons de reisprospectussen. Als men zo goed is om ze op hun woord te geloven, kan de vakantie - in de zin van de reisagentschappen - slechts "succesvol" verlopen…